# Fabrice Jeandesboz
Fabrice Jeandesboz (Loudéac, 4 dicembre 1984) è un ex ciclista su strada francese, professionista dal 2009 al 2017.

## Carriera
Passato professionista a 25 anni con la Sojasun nel 2009, dopo un periodo come stagista con la FDJ nel 2005 e 2006, coglie la sua prima vittoria in carriera alla Manche-Atlantique.

## Palmarès
- 2004 (Stade de Lamballe)

1ª tappa Cabri Tour
- 2005 (Côtes d'Armor-Maître Jacques)

Grand Prix de la Saint-Laurent
- 2007 (Vendée U)

Grand Prix de Montamisé
1ª tappa Tour du Pays Roannais
- 2008 (Vendée U)

Grand Prix de Montamisé
- 2009 (Sojasun, una vittoria)

Manche-Atlantique
- 2015 (Europcar, una vittoria)

3ª tappa Rhône-Alpes Isère Tour (Genas > Saint-Maurice-l'Exil)

### Altri successi
- 2010 (Sojasun, una vittoria)

Prologo Tour Alsace (cronometro a squadre)

## Piazzamenti

### Grandi Giri
- Tour de France

2011: 122º
2012: 54º
2016: 60º
- Vuelta a España

2015: 17º
2016: ritirato (12ª tappa)

### Classiche monumento
- Parigi-Roubaix

2010: ritirato
- Liegi-Bastogne-Liegi

2011: 85º
2012: 109º
2015: ritirato
2016: ritirato
- Giro di Lombardia

2014: ritirato
2017: ritirato